# 충화 경주김씨 재실
충화 경주김씨 재실은 충청남도 부여군 충화면에 있다. 2016년 12월 31일 부여군의 향토문화유산 제129호로 지정되었다.